# Yvonne T. Larsson
Yvonne Thörnqvist, född 1952 i Karlstad, är en svensk skulptör och målare.

## Biografi
Yvonne Thörnqvist utbildade sig på Konstfack i Stockholm 1973–1976 och på Valands konsthögskola i Göteborg 1976–1983. Hon hade sin första separatutställning 1983 på Värmlands museum i Karlstad, hon har därefter ställt ut separat bland annat på Göteborgs konstförening 1991, Göteborgs konstmuseum 1993 och Kristinehamns konsthall 1993 samt deltagit i samlingsutställningarna Skulptur i Byen Bergen 1988, Skulptur i Parken Göteborg 1989, Liljevalchs vårsalong 1989, Vandringsutställningen Kultursommar 90 och Stockholm Art Fair i Sollentuna 1991.
Hon har tilldelats Göteborgs- och Bohus läns landstings kulturstipendium 1987, Folke Hellström-Linds stipendium 1992 och Statens arbetsstipendium 1988 och 1993. Hon bor och arbetar i Västerlanda, Lilla Edets kommun.

## Offentliga verk i urval
- Går du ofta hit, eller?, tre pelare i lackerad brons, 2014, utanför entrén till Göteborgs stadsbibliotek[2]
- Ur väggen, cortenstål och syrafast rostfritt stål, 5,5 meter x 3 meter x 2,5 meter, Axel Dahlströms torg i Göteborg
- Snurra, betong, 1993, Umeå universitets fysikhus trapphus vid huvudentrén, plan 4,

Bland hennes övriga offentliga arbeten märks utsmyckning för Aspenäs kyrka 1976, Öijared golf och konferensanläggning i Floda 1988, Ökckerö bibliotek 1989 samt utsmyckning för skol och administrativbyggnad på Ing.2 i Eksjö 1993. Thörnqvist är representerad på Värmlands museum, Göteborgs konstnämnd, 
Statens Konstråd och i ett flertal kommuner och landsting.